# Станіслав Вигура
Станіслав Вигура — городничий Києва, засновник Вигурівщини.

## Життєпис
Походить з шляхетного православного роду, що володів селом Вигуричі на Волині.
30 травня 1607 року король Сигізмунд III Ваза надав Станіславові Вигурі посаду упровителя королівського замку в Києві.
Селище Милославичі на лівому березі Дніпра належало до київського староства, доходи з якого йшли київському воєводі. Після нападу Фрідріха Тишкевича з Лагойска на Милославичі вони були дотла знищені. Вигура поскаржився на це до коронного трибуналу у Любліні і відновив поселення, заснувавши там садибу (фільварок). Оскільки попереднє село було знищено, король видав у 1613 році новий привілей Вигурі і його дружині Полонії Черемівні на довічне володіння Милославичами і островом Муромцем разом з правом виходу в річку Супій. В 1628 р. землі перейшли у користування племінникові Семенові Вигурі.
Після смерті Станіслава Вигури 1638 року київським управителем став Семен Вигура.

## Герб
Зберігся відбиток печатки з гербом. В полі печатки іспанський щит, на якому підкова кінцями додолу в супроводі двох хрестиків. Над щитом три страусові пера, навколо щита намет (герб Люба), згори літери SW.